# Михаел Шумахер
Михаел Шумахер (Хирт, 3. јануар 1969) немачки је бивши возач Формуле 1 и седмоструки шампион. Своју каријеру у Формули 1 започео је 1991. године возећи за екипу Џордан. У трци за Велику Награду Белгије освојио је седму стартну позицију. Исте године постигао је договор са Флавиом Бријаторем и у сезони 1992 — 1993. прешао је у тим Бенетона. Сезону је завршио на 3. месту, са освојених 53 бода. Прва титула светског првака у сезони 1994. са 8 победа и 92 освојена бода освојио је са екипом Бенетон-Форд. Године 1996, прешао је у тим Ферарија. Од тада не тако конкурентне екипе направио је светског првака и заједно са њом освојио 5 узастопних светских шампионских титула. Овим подвигом ушао је у историју мото спорта као једини возач са освојених 7 шампионских титула у најпрестижнијој категорији мотор спорта.
После Велике награде Италије 2006., 10. септембра, повукао се из Формуле 1. Ипак, вратио се 2010. као возач екипе Мерцедес гран при.
У децембру 2013. године доживео је несрећу кад је био на скијању на Алпима у Француској, где је пао и задобио веће повреде главе и мозга и запао у кому. Из коме је изашао у јуну 2014. године, а у септембру исте године је пребачен на кућно лечење. Син му је Мик Шумахер, а Ралф Шумахер му је млађи брат.

## Младост
Михаел је син Ролфа Шумахера, зидара, који је био власник локалне картинг стазе у њиховом родном Керпену, а мајка Елизабета радила је по кантинама. Са 4 године Михаел је возио своје прве картинг трке, с болидом који је направио његов отац. То су била обична дечја колица мало ојачана конструкцијом у који је био уграђен мотор од мопеда. У 6. години Михаел је освојио прву титулу у локаном првенству малих картинга и тиме је показао свој талент за вожњу. Одмах се показао интерес за њега и Михаел је с картингом ушао мало дубље и озбиљније. Поред картинга тренирао је и теквондо. Од 1984. године Шумахер је возио немачке и европске серије у картингу укључујући и Формулу Кониг. Године 1987, је освојио немачко и европско првенство у картингу, што је узроковало и напуштање школе, па је почео радити као механичар. Године 1988, је почео трке с формулама почевши са Формулом Форд серијом, касније наставља с пуно озбиљнијом немачком Формулом 3 где је у наредне две године возио врло успешно и освојио титулу 1990. Крајем 1990. придружио се Мерцедесовом јуниорском програму тркачких возача и на задњој трци те године, у трци прототипова победио је на стази Аутодромо Херманос Родригез. Годину 1991. је наставио у истом првенству такође победивши на задњој трци у Јапану са болидом Заубер-Мерцедес-Бенз Ц291. Исте године се такмичио се у још неколико првенстава као што су јапанска Формула 3000. и ДТМ (немачко првенство туристичких аутомобила).

## Формула 1

### Дебитантска трка за Џордан
Михаел је свој деби наступ у Формули 1 направио 1991. године на ВН Белгије за тим Џордан Форд заменивши Бертрана Гашоа који је завршио у британском затвору након туче с полицајцем. Будући да је још увек био под уговором с Мерцедесом потписао је нови уговор с Едијем Џорданом након импресивних тестирања на Силверстону недељу дана пре дебитантске трке. Његов менаџер Вили Вебер одиграо је ту кључну улогу у целом процесу рекавши Едију да Михаел добро познаје белгијску стазу (што је била мала лаж јер је Михаел био на стази само с бициклом), на шта је Еди пристао и Михаел је дебитовао. Квалификовао се на 7. место, што је за екипу Џордан био (та сезона им је била прва у Формули 1) најбољи дотадашњи резултат. У трци је одустао након само 300-тинак метара због квара на квачилу.

### Бенетон

#### 1991—1993.
Након дебија на ВН Белгије за Џордан Форд, Михаел је већ следећу трку на ВН Италије био у другом болиду, болиду екипе Бенетон Форда. Прву трку у Бенетону Шумахер је завршио на 5. месту испред тимског колеге и троструког светског првака Нелсона Пикеа. Сезону у Бенетону одвезао је до краја освојивши 14. место у укупном поретку са 4 освојена бода.
У својој првој пуној сезони 1992. Михаел почиње играти значајнију улогу у Формули 1 када остварује први излазак на подијум на ВН Мексика. Свог новог тимског колегу Мартина Брундлеа остављао је на квалификацијама и до секунде заостатка. Аиртона Сену је критиковао на ВН Бразила због непотребног поновног обилажења, када га је Михаел већ прошао јер је Сена имао већ видљиве проблеме на болиду, те је касније одустао. Такође су се сударили и на Велика награда ВН Француске када Михаел неопрезно и касно кочио и ударио у Сену. На подијум се вратио на домаћем терену на ВН Немачке на Хокенхајму, а на ВН Мађарске је излетео са стазе када му је на равнини испао задњи стабилизатор. 30. августа Михаел је остварио прву победу на ВН Белгије тачно годину дана након дебија. У целој сезони на старту се није квалификовао слабије од 6. места. Сезону је завршио на 3. месту с 53 бода иза Најџела Менсела и Ришара Патреса који су возили за Вилијамс, чији су болиди имали активно вешање и контролу проклизавања.
Године 1993, Михаел наставља са Бенетоном. На првој трци на ВН Јужноафричке Републике у једном дуелу са Сеном приликом Михаеловог напада Сена је ушао на његову путању и како би избегао судар, Михаел се окренуо. На ВН Велике Британије Шумахер је престигао Сену у борби за друго мјесто. Као и годину раније декласирао је новог тимског колегу и ветерана Ришара Патреса, којем је то уједно била и последња сезона у Формули 1, на тркама, а поготово на квалификацијама остављајући га врло често и преко секунде заостатка. Успео је ипак победити на ВН Португалије крајем сезоне. Освојио је 52 бода и завршио сезону на 4. месту.

#### 1994—1995.
Михаел је у сезону 1994. ушао победивши 6 пута у првих седам одвожених трка. Његов Бенетон као и неки други болиди били су под сумњом да користе нелегална електронска помагала. Та прича била је актуелна кроз читаву сезону и стално су се вукли репови на ту тему. На Велика награда ВН Велике Британије у кругу за загревање Михаел је престигао Дејмона Хила и возио се тако пар завоја док га није пропустио напред. То није у складу с правилима и Михаел је зарадио казну стани-крени касније у самој трци. Игноришући ту казну Михаел је наставио возити да би касније зарадио црну заставу што је аутоматско искључивање са трке, али Шумахер није поштовао заставу и трку је завршио у регуларним условима као други. Касније је дисквалификован и још је зарадио казну забране учествовања на све трке. Шумахер је касније објашњавао да црну заставу није видео и да је слушао шта му говоре инжењери преко радио везе да мора игнорисати све казне које су му биле намењене јер наводно нису у складу са правилником за додељивање казни. Забрану на 2 трке Михаел је затражио да му се рачунају касније у сезони јер је хтео возити на домаћем Хокенхајму и на стази Спа Франкошамп. Међутим, управо на трци у Спа на ВН Белгије Шумахер је дисквалификован на крају трке у којој је победио због 2 mm претанке даске на подножју болида. Бенетон је уложио жалбу да се даска изгребала приликом једног Михаеловог окретања у трци које је за Михаела добро прошло. ФИА за то није признала жалбу. Трке у Италији на Монци и у Португалу на стази у Есторилу Михаел није возио, а његов највећи конкурент Дејмон Хил је победио на обе трке и смањио заостатак за Михаелом на само бод. Тај бод разлике остао је и на крају када су обојица победили на још наредне две трке, Михаел у Херезу, а Хил на Сузуки за финални расплет на ВН Аустралије када се сударају у међусобном двобоју на стази у борби за титулу првака. Болиди су били превише оштећени за наставак трке и за обојицу то је значио крај. Прва титула припала је Михаелу. У тек трећој пуној сезони освојио је титулу првака и то као други најмлађи првак на вечитој листи иза Емерсона Фитипалдија. титулу је посветио раније у сезону трагично погинулом Аиртону Сени. Своју прву титулу првака Михаел је освојио са 8 постигнутих победа и 92 освојена бода.
Сезона 1995. била је потпуно чиста и без икаквих контроверзи. Шумахер је убедљиво тријумфовао и стигао до друге титуле првака и постао најмлађи двоструки светски првак. У његов Бенетон те је сезоне био уграђен Реноов мотор исти онакав какав је био и код Вилијамса. Михаел је те сезоне остварио чак 9 побједа чиме је изједначио Менселов рекорд из 1992. у броју постигнутих победа у једној сезони, а још на две трке победио је његов тимски колега Џони Херберт. Једна победа се нарочито истиче те сезоне која је остварена на ВН Белгије у коју је стартао са шеснаесте позиције. Поред свих тих силних успјеха у сезони, ту сезону карактеришу и велике борбе између Шумахера и Дејмона Хила које су готово увек завршавале сударима. Први судар догодио се на ВН Велике Британије (домаћа за Хила) када је Хил покушао престићи Шумахера, те је на крају у неуспеху избацио и себе и Михаела. Такође, нешто слично догодило се на ВН Италије када је Хил прекасно кочио у једној шикани и директно се забио у Михаела у задњи дио болида и обојица су били ван трке. Управо је на те две трке победио други Бенетонов возач Џони Херберт. Шумахер је сезону је завршио за њега тада рекордних освојених 102 бода.

### Ферари

#### 1996—1999.
Шумахер је 1996. прешао у Ферари, екипу која је титулу првака чекала још од 1979. Болид Ферарија ког је он почео возити након двојца Хауард Бергер — Жан Алеси био је први десетоцилиндрични Фераријев мотор. Како је још увек све било у развојној фази, Шумахер је кроз сезону возио два различита модела Фераријевог болида. С првим моделом победио је на ВН Шпаније, а са другим на ВН Белгије и ВН Италије. Касније је Михаел рекао да су ти модели болида били најгори болиди у у целој његовој каријери од свих болида које је он возио. Са укупно 3 победе у сезони Шумахер је завршио сезону на 3. месту са 59 освојених бодова.
Године 1997, Михаел борио се са Жаком Вилневом за титулу светског првака која се окончала на задњој трци у Херезу када се обојица сударају, а Вилнев односи свој прву и једину титулу. Сезона је била поприлично неизвесна, а Фераријев болид није био спреман за то. У тој сезони издваја се победа по кишном Монте Карлу када Шумахер убедљиво тријумфује над конкуренцијом. Шумахер је те сезоне однео 5 победа и освојио 78 бодова. Због неспортског потеза (судар с Вилневом) на задњој трци за ВН Европе Михаелу су одузети сви бодови које је освојио у поретку возача који су га држали на другом месту тако да се те сезоне води као дисквалификован за целу сезону. Победе су му признате као и бодови за Ферари.
Следеће сезоне 1998. Мика Хакинен је био нови ривал у борби на титулу првака. Хакинен је победио на прве две трке и направио предност од 16 бодова које је Михаел током сезоне сустигао и на 14. од 16 трка је изједначио стање, па су обојица имала исти број бодова, 80. На преостале две Хакинен је победио и освојио титулу првака. Сезону је обележила ВН Белгије и масовни судар на старту у ком је учествовало 12 болида, а и судар између Хакиненовог клупског колеге Дејвида Култарда и Михаела Шумахера када га је Михаел покушао проћи за цео круг, али је дошло до судара. Михаел је тада љутито изашао из болида и кренуо према боксу Макларена да би се обрачунао с Култардом. Оптужио га је да га је хтео убити. Тај тренутак је у завршним фазама сезоне можда и одлучио расплет сезоне због ког је Михаел изгубио титулу и те сезоне. Михаел је у сезони остварио 6 победа са укупним збиром од 86 бодова.
Године 1999. Михаел је помогао Ферарију да дође, ако не може већ до појединачне титуле, барем до титуле првака у конкуренцији конструктора.
Сезона је све до седме трке за ВН Велике Британије била обећавајућа за Михаела, али онда се догодила несрећа. Приликом старта трке који је накнадно већ био прекинут због судара неких возача са краја стартног поретка, возачи који су кренули наставили су с трком не знајући да више не морају возити на лимиту, него само да заврше круг и да поновно поставе стартни поредак. Михаел је био у борби за треће место са тимским колегом Едијем Ирвајном и приликом уласка у завој Stowe Михаел је само продужио равно у зид. Ударио је у зид од гума при брзини од 107 km/h и задобио је двоструки прелом десне ноге тако да је изостао са следећих шест трка. Вратио се на ВН Малезије, предзадњу трку сезоне, и помогао је Ирвајну да победи, док је он на тој трци био други. На последњој трци на ВН Јапана у Сузуки такође осваја друго место иза Хакинена, али није био у позицији да помогне Ирвајну да освоји титулу. Касније је изјавио да је Хакинен противник којег највише поштује од свих противника досад. Сезону је завршио на 5 месту са 44 бодова.

#### 2000—2002.
Године 2000, Михаел коначно осваја своју трећу титулу првака након велике борбе с Хакиненом. Победио је за редом у прве три трке, феноменално стартујући у сезони. Средином сезоне бележи три одустајања за редом (два већ на самом старту у првим кривинама) која су Хакинену вратила заостатак за Михаелом, те је још накнадно победио на две трке, што је смањило Михаелову предност на минимум. Сезону завршава у стилу победивши на свим преосталим тркама до краја сезоне и осваја титулу на предзадњој трци у Сузуки.
На ВН Италије изједначио је број победа са Сеном и на новинарско питање у вези тог великог постигнућа пада у колапс и расплакао се на новинарској конференцији уживо у ТВ преносу.
Укупно је победио 9 пута и освојио рекордних 108 бодова.
Године 2001, Михаел осваја и четврту титулу првака и понавља рекорд од 9 победа у сезони. Сезону обележава сјајним братским двобојима са братом Ралфом када га чак млађи брат успева и победити на ВН Канаде, а истиче се и победа на ВН Белгије на којој Михаел руши рекорд Алена Проста у броју победа у каријери (52 победе). титулу осваја 4 трке пре краја сезоне, а сезону завршава са 123 бода, чак 58 више од другопласираног Култарда.
Године 2002. је била сезона пуне доминације и победе Ферарија на 15 од 17 трка, а Михаел је поставио нови рекорд у броју победа у сезони и он сад износи 11 победа. Предоминанта сезона у којој се Михаел само прошетао до 5. титулуе првака и изједначује се са Ханом Мануелом Фанђом. У сезони се истиче и једна помало чудна победа на ВН Аустрије када Михаел као победник бива извиждан од публике јер га је на самом циљу пропустио тимски колега Баричело. Цела ситуација била је изрежирана од вође Ферарија Жана Тода. Сезону завршава с рекордних 144 бода, 60 бодова више од тимског колеге Баричела. С Баричелом осваја чак 9 двоструких победа за Ферари у 17 одвожених трка.

#### 2003—2004.
2003. године. Михаел руши један од најважнијих рекорда уопште у Ф1 икада постигнутих, а то су титуле светског првака. Те године постаје шести пут светски првак, а рекорд је до тада држао Хуан Мануел Фанђо с 5 освојених првенстава. Те године највећи ривали су му били возачи Вилијамса BMW-а (укључујући брата Ралфа) и Макларен Мерцедеса. Сезона је била једна од најнепредвидљивијих у последњих неколико година и одлука о прваку је пала на задњој трци у Сузуки, када је Кими Раиконен имао минималне шансе да освоји првенство. Трку пре на трци за ВН САД у Индијанаполису велику шансу је имао и Хуан Пабло Монтоја.
Од почетка сезоне Михаел и Ферари мучили су се са многим проблемима, тако да први део сезоне победама и побеђује три трке за редом. Средином сезоне се тотално изгубио и упао је у сену млађег брата који је у том делу сезоне био бољи Шумахер. У сезони, која је била прави метеж за све враћа све са победама у Фераријевом дворишту и на прекоокеанској турнеји у Америци када његови кључни супарници посустају у трци. На задњој трци за ВН Јапана био му је потребан само 1 бод да освоји титулу што се тачно тако и догодило, јер је трку завршио тек као осми са пуно судара и непредвидивих излетања (укључујући и борбе са Ралфом). Сезону је завршио с 93 освојена бода.
Године 2004, је била права рекордна сезона Михаела Шумахера. Победио је у првих 13 трка чак 12 пута што у историји такмичења Формуле 1 никада није било убележено. Прошетао је до своје рекордне 7 (касније ће показати, да је то била последња титула) титуле светског првака и једноставно је био у свом елементу, на другој планети. Кроз сезону је имао два инцидента са Хуном Паблом Монтојом на ВН Сан Марина када је скоро избацио Колумбијца из трке, који га је касније оптужио да је глуп или слеп ако није видео његов болид како га покушава претећи. Радило се само о лаганом додиру који је помало био двојбен јер је изгледало да је Михаел заиста намерно покушао избацити Монтоју са стазе. А други се догодио у тунелу Монака када се Монтоја приликом фазе сејфти-кара залеће у Михаела. Михаел је загревао кочнице и гуме и нагло успорио на шта је Монтоја прекасно реаговао и залетео се у њега. То је уједно било и једино одустајање Михаела те сезоне. Укупно је победио у 18 трка чак 13 пута и тиме је поставио и тај нови рекорд. Сезону је завршио са 148 освојених бодова.

#### 2005—2006.
Сезона 2005. за Михаела је била једна од најтежих сезона у каријери, јер је са врло моћним болидом, који свих протеклих година био непобедив те сезоне је упао у тотални просек, а једну једину победу те сезоне остварио је на ВН САД у трци шест болида, који су били са Бриџстоновим гумама, јер су се сви који су били са Мишленовим гумама повукли с трке ради сигурносних разлога. Те сезоне су се променила правила с гумама, које се више нису мењала током трке, а један сет гума морао је издржати читаву трку. То је био главни разлог слабе Фераријеве форме те сезоне ради Бриџстон гума, и Михаел је био тотално немоћан да ишта промени. Од правих трка бележи се сјајна борба са Алонсом на ВН Сан Марина, кад га је Михаел стискао задњих 12 кругова у борби за прво место, али на крају ипак није успео. Одустао је шест пута у 19 трка и освојио 62 бода што је било довољно за њега мизерно тек треће место у поретку.
Године 2006, је била последња Михаелова сезона у Формули 1. Након три трке освојио је 11 бодова и био већ 17 бодова у заостатку за Фернандом Алонсом актуалним светским прваком. Побеђује у наредне две трке након 18 месеци суше не бројећи победу на ВН САД, када су се све екипе на Мишлену повукле са трке. Након ВН Канаде заостатак за Алонсом је достигао врхунац и износио је 25 бодова. У следеће три трке Михаел се враћа и смањује на прихватљивијих 11 бодова. У наставку сезоне побеђује на ВН Италије и ВН Кине када по први пут прелази у водство у сезони. Остварује један од највећих преобрата у сезони у историји Формуле 1. Све се поклапало савршено у завршници сезоне, да Михаел освоји рекордни 8 наслов светскога првака, али квар на мотору на ВН Јапана упропаштава све. Био је то квар какав се није догодио још од ВН Француске 2000. и за Михаела је сезона била изгубљена. Алонсу је у завршници био потребан само бод да потврди свој други наслов, што се на крају и догодило. Михаел је своју последњу трку завршио као 4 с много проблема уочи саме трке, које су се догађале и током трке, од проблема пумпе за гориво до испуштања гуме приликом додира са Физикелом. Упркос свим проблемима, које су се догађали на тој трци по Михаелу, трка је отишла у историју као његова задња трка у Формули 1 и као једна коју је одвезао на један од највеличанственијих начина који је то могао одвести у свом правом стилу када је све остале возача учинио просечнима без обзира на коначан исход резултата, који је остварио на тој трци.

#### Повлачење из Формуле 1
Док су се још прскали шампањцем на победничком подијуму и добијали победничке покале, победнички тројац ВН Италије 2006. године, Михаел Шумахер, Кими Раиконен и Роберт Кубица, Ферари је почео лансирати вести новинским агенцијама да се Шумахер крајем године повлачи из Формуле 1. Неколико минута касније уживо пред милионима гледалаца на новинарској конференцији након трке Михаел коначно сам објављује вест, која се месецима вукла као једна од могућности и епилог је достигао крај. Михаел објављује крај тркачке каријере на крају сезоне и захваљује се целој породици, посебно оцу, који га је окренуо да крене тим путем. Споменуо је своју целу 30-годишњу тркачку каријеру и све што су му трке донеле кроз то раздобље.

#### 2009.
Након удеса Фелипеа Масе током квалификација за Велику Награду Мађарске на Хунгарорингу и након што је постало јасно да Маса неће моћи да вози на следећим тркама, Михаел Шумахер је одлучио да се врати у Формулу 1 и замени повређеног Масу. Прва трка на којој ће возити ће бити Велика Награда Европе која се одржава на уличној трци у Валенсији 23. августа 2009. године. Због забране тестирања у Формули 1 од 2009. године и због одлуке Вилијамса, Ред Була и Торо Росоа да не допусте да се направи изузетак у том правилу, Шумахер неће бити у могућности да тестира овогодишњи болид пре првог званичног тренинга у Валенсији. Ипак, због рупе у правилима, Шумахер је био у могућности да тестира Фераријев болид из 2007. године на који су биле постављене слик гуме из ГП2 шампионата.
Шумахер се дао у пуне припреме, како на стази, тако и ван ње. Колико се радовао повратку у болид, говори и чињеница да је за кратко вријеме смршао чак 4kg. Осим тога чекало га је 3,5 милиона евра по трци. Али, на крају му се ипак није дало да поново сједне у болид. Препрека су били извјештаји љекара које је Михаил спровео ради утврђивања у каквом му је стању врат, јер се био повриједио на трци мотора у њемачком шампионату. Резултат тестова је био негативан. Шумахерове наде да ће се вратити тркама су сведене на минимум, али он није престао да тренира. Касније ће се испоставити да те припреме нису биле узалудне...
Ферари је умјесто Фелипеа Масе ангажовао италијанског ветерана Луку Бадоера који је због лошег учинке на ВН Европе у Валенсији, и на ВН Белгије на Спа-фрнкошампу, отпуштен. Тада у тим долази Ђанкарло Физикела, мада ни он до краја сезоне није освојио ни бод у 5 трка.
Крајем 2009. Шумахеров повратак на стазу био је извјестан. Једино је било неизвјесно у којем ће тиму возити јер је Ферари већ био одредио возаче за 2010. годину. Осим опорављеног Фелипеа Масе, ангажован је и двоструки свјетски шампион Шпанац Фернандо Алонсо, док ће тест-возач бити Ђанкарло Физикела. У међувремену се дешавају и друге актуелности у Ф1. Од Брон-ГП-а који је освојио дуплу круну, Рос Брон је направио прави њемачки тим. Мерцедес се након дугогодишње сарадње одвојио од Макларена и, под управитељством Роса Брона формирао сопствени тим — Мерцедес-ГП. Као први возач ангажован је Нијемац Нико Розберг, а нешто касније и Шумахер. Шумахер је потписао једногодишњи уговор са Мерцедесом вриједан 7 милиона евра. Најављено је да би се сарадња могла продужити у случају освајања титуле.

### 2013—2014.
Дана 29. децембра 2013. године доживео је несрећу кад је био на скијању на Алпима у Француској када пао и ударио главу о камен, задобивши теже повреде. Након пада и повреде био је у свесном стању, али видно потресен и одмах је хеликоптером пребачен у болницу у Греноблу. Од последица пада претрпео је оштећење мозга и запао је у кому са кратким буђењима у којој је остао више месеци. Иако су новинари и Шумахерови фанови данима чекали испред болнице, посебно на његов рођендан 3. јануара, породица Шумахер је захтевала приватност и до шире јавности није стизало детаљнијих информација о његовом здравственом стању и опоравку. Из коме је изашао у јуну 2014. године и из болнице у Греноблу пребачен је у Лозану, а његова менаџерка, Сабина Кем, саопштила је да је почетком септембра Михаел изашао из болнице и отишао на кућно лечење. Филип Стреф, бивши возач формуле и велики пријатељ породице Шумахер, у новембру 2014. године изјавио је да је Михаел Шумахер у инвалидским колицима, да је парализован, тешко говори и има проблем с памћењем. Шумахерова менаџерка је демантовала ове информације као званичне и навела како је Стреф закључке извео самостално и није имао контакт са породицом.

## Потпуни попис резултата у Формули 1
(Трке које су подебљане означавају пол позицију, а трке које су закривљене означавају најбржи круг у трци.)
| Година | Тим                      | Шасија           | Мотор                   | 1.     | 2.      | 3.     | 4.      | 5.     | 6.      | 7.     | 8.      | 9.      | 10.     | 11.     | 12.     | 13.     | 14.     | 15.     | 16.     | 17.      | 18.     | 19.     | 20.    | Поз. | Бодови |
| ------ | ------------------------ | ---------------- | ----------------------- | ------ | ------- | ------ | ------- | ------ | ------- | ------ | ------- | ------- | ------- | ------- | ------- | ------- | ------- | ------- | ------- | -------- | ------- | ------- | ------ | ---- | ------ |
| 1991.  | Тим 7УП Џордан           | Џордан 191       | Форд 3.5 В8             | САД    | БРА     | СМР    | МОН     | КАН    | МЕК     | ФРА    | ВБР     | НЕМ     | МАЂ     | БЕЛ НЗ  |         |         |         |         |         |          |         |         |        | 14.  | 4      |
| 1991.  | Камел Бенетон Форд       | Бенетон Б191     | Форд 3.5 В8             |        |         |        |         |        |         |        |         |         |         |         | ИТА 5.  | ПОР 6.  | ШПА 6.  | ЈАП НЗ  | АУС НЗ  |          |         |         |        | 14.  | 4      |
| 1992.  | Камел Бенетон Форд       | Бенетон Б191Б    | Форд 3.5 В8             | ЈАР 4. | МЕК 3.  | БРА 3. |         |        |         |        |         |         |         |         |         |         |         |         |         |          |         |         |        | 3.   | 53     |
| 1992.  | Камел Бенетон Форд       | Бенетон Б192     | Форд 3.5 В8             |        |         |        | ШПА 2.  | СМР НЗ | МОН 4.  | КАН 2. | ФРА НЗ  | ВБР 4.  | НЕМ 3.  | МАЂ НЗ  | БЕЛ 1.  | ИТА 3.  | ПОР 7.  | ЈАП НЗ  | АУС 2.  |          |         |         |        | 3.   | 53     |
| 1993.  | Камел Бенетон Форд       | Бенетон Б193     | Форд 3.5 В8             | ЈАР НЗ | БРА 3.  |        |         |        |         |        |         |         |         |         |         |         |         |         |         |          |         |         |        | 4.   | 52     |
| 1993.  | Камел Бенетон Форд       | Бенетон Б193Б    | Форд 3.5 В8             |        |         | ЕВР НЗ | СМР 2.  | ШПА 3. | МОН НЗ  | КАН 2. | ФРА 3.  | ВБР 2.  | НЕМ 2.  | МАЂ НЗ  | БЕЛ 2.  | ИТА НЗ  | ПОР 1.  | ЈАП НЗ  | АУС НЗ  |          |         |         |        | 4.   | 52     |
| 1994.  | Милд Севн Бенетон Форд   | Бенетон Б194     | Форд 3.5 В8             | БРА 1. | ПАЦ 1.  | СМР 1. | МОН 1.  | ШПА 2. | КАН 1.  | ФРА 1. | ВБР ДИС | НЕМ НЗ  | МАЂ 1.  | БЕЛ ДИС | ИТА ИЗ  | ПОР ИЗ  | ЕВР 1.  | ЈАП 2.  | АУС НЗ  |          |         |         |        | 1.   | 92     |
| 1995.  | Милд Севн Бенетон Рено   | Бенетон Б195     | Рено 3.0 В10            | БРА 1. | АРГ 3.  | СМР НЗ | ШПА 1.  | МОН 1. | КАН 5.  | ФРА 1. | ВБР НЗ  | НЕМ 1.  | МАЂ НЗ  | БЕЛ 1.  | ИТА НЗ  | ПОР 2.  | ЕВР 1.  | ПАЦ 1.  | ЈАП 1.  | АУС НЗ   |         |         |        | 1.   | 102    |
| 1996.  | Скудерија Ферари а. д.   | Ферари Ф310      | Ферари 046 3.0 В10      | АУС НЗ | БРА 3.  | АРГ НЗ | ЕВР 2.  | СМР 2. | МОН НЗ  | ШПА 1. | КАН НЗ  | ФРА НК  | ВБР НЗ  | НЕМ 4.  | МАЂ 9.  | БЕЛ 1.  | ИТА 1.  | ПОР 3.  | ЈАП 2.  |          |         |         |        | 3.   | 59     |
| 1997.  | Скудерија Ферари Малборо | Ферари Ф310Б     | Ферари 046/2 3.0 В10    | АУС 2. | БРА 5.  | АРГ НЗ | СМР 2.  | МОН 1. | ШПА 4.  | КАН 1. | ФРА 1.  | ВБР НЗ  | НЕМ 2.  | МАЂ 4.  | БЕЛ 1.  | ИТА 6.  | АУТ 6.  | ЛУК НЗ  | ЈАП 1.  | ЕВР НЗ   |         |         |        | ДИС* | 78     |
| 1998.  | Скудерија Ферари Малборо | Ферари Ф300      | Ферари 047 3.0 В10      | АУС НЗ | БРА 3.  | АРГ 1. | СМР 2.  | ШПА 3. | МОН 10. | КАН 1. | ФРА 1.  | ВБР 1.  | АУТ 3.  | НЕМ 5.  | МАЂ 1.  | БЕЛ НЗ  | ИТА 1.  | ЛУК 2.  | ЈАП НЗ  |          |         |         |        | 2.   | 86     |
| 1999.  | Скудерија Ферари Малборо | Ферари Ф399      | Ферари 048 3.0 В10      | АУС 8. | БРА 2.  | СМР 1. | МОН 1.  | ШПА 3. | КАН НЗ  | ФРА 5. | ВБР НК  | АУТ ПОВ | НЕМ ПОВ | МАЂ ПОВ | БЕЛ ПОВ | ИТА ПОВ | ЕВР ПОВ | МАЛ 2.  | ЈАП 2.  |          |         |         |        | 5.   | 44     |
| 2000.  | Скудерија Ферари Малборо | Ферари Ф1-2000   | Ферари 049 3.0 В10      | АУС 1. | БРА 1.  | СМР 1. | ВБР 3.  | ШПА 5. | ЕВР 1.  | МОН НЗ | КАН 1.  | ФРА НЗ  | АУТ НЗ  | НЕМ НЗ  | МАЂ 2.  | БЕЛ 2.  | ИТА 1.  | САД 1.  | ЈАП 1.  | МАЛ 1.   |         |         |        | 1.   | 108    |
| 2001.  | Скудерија Ферари Малборо | Ферари Ф2001     | Ферари 050 3.0 В10      | АУС 1. | МАЛ 1.  | БРА 2. | СМР НЗ  | ШПА 1. | АУТ 2.  | МОН 1. | КАН 2.  | ЕВР 1.  | ФРА 1.  | ВБР 2.  | НЕМ НЗ  | МАЂ 1.  | БЕЛ 1.  | ИТА 4.  | САД 2.  | ЈАП 1.   |         |         |        | 1.   | 123    |
| 2002.  | Скудерија Ферари Малборо | Ферари Ф2001     | Ферари 050 3.0 В10      | АУС 1. | МАЛ 3.  |        |         |        |         |        |         |         |         |         |         |         |         |         |         |          |         |         |        | 1.   | 144    |
| 2002.  | Скудерија Ферари Малборо | Ферари Ф2002     | Ферари 051 3.0 В10      |        |         | БРА 1. | СМР 1.  | ШПА 1. | АУТ 1.  | МОН 2. | КАН 1.  | ЕВР 2.  | ВБР 1.  | ФРА 1.  | НЕМ 1.  | МАЂ 2.  | БЕЛ 1.  | ИТА 2.  | САД 2.  | ЈАП 1.   |         |         |        | 1.   | 144    |
| 2003.  | Скудерија Ферари Малборо | Ферари Ф2002     | Ферари 051 3.0 В10      | АУС 4. | МАЛ 6.  | БРА НЗ | СМР 1.  |        |         |        |         |         |         |         |         |         |         |         |         |          |         |         |        | 1.   | 93     |
| 2003.  | Скудерија Ферари Малборо | Ферари Ф2003-ГА  | Ферари 052 3.0 В10      |        |         |        |         | ШПА 1. | АУТ 1.  | МОН 3. | КАН 1.  | ЕВР 5.  | ФРА 3.  | ВБР 4.  | НЕМ 7.  | МАЂ 8.  | ИТА 1.  | САД 1.  | ЈАП 8.  |          |         |         |        | 1.   | 93     |
| 2004.  | Скудерија Ферари Малборо | Ферари Ф2004     | Ферари 053 3.0 В10      | АУС 1. | МАЛ 1.  | БАХ 1. | СМР 1.  | ШПА 1. | МОН НЗ  | ЕВР 1. | КАН 1.  | САД 1.  | ФРА 1.  | ВБР 1.  | НЕМ 1.  | МАЂ 1.  | БЕЛ 2.  | ИТА 2.  | КИН 12. | ЈАП 1.   | БРА 7.  |         |        | 1.   | 148    |
| 2005.  | Скудерија Ферари Малборо | Ферари Ф2004М    | Ферари 054 3.0 В10      | АУС НЗ | МАЛ 7.  |        |         |        |         |        |         |         |         |         |         |         |         |         |         |          |         |         |        | 3.   | 62     |
| 2005.  | Скудерија Ферари Малборо | Ферари Ф2005     | Ферари 055 3.0 В10      |        |         | БАХ НЗ | СМР 2.  | ШПА НЗ | МОН 7.  | ЕВР 5. | КАН 2.  | САД 1.  | ФРА 3.  | ВБР 6.  | НЕМ 5.  | МАЂ 2.  | ТУР НЗ  | ИТА 10. | БЕЛ НЗ  | БРА 4.   | ЈАП 7.  | КИН НЗ  |        | 3.   | 62     |
| 2006.  | Скудерија Ферари Малборо | Ферари 248 Ф1    | Ферари 056 2.4 В8       | БАХ 2. | МАЛ 6.  | АУС НЗ | СМР 1.  | ЕВР 1. | ШПА 2.  | МОН 5. | ВБР 2.  | КАН 2.  | САД 1.  | ФРА 1.  | НЕМ 1.  | МАЂ 8.  | ТУР 3.  | ИТА 1.  | КИН 1.  | ЈАП НЗ   | БРА 4.  |         |        | 2.   | 121    |
| 2010.  | Мерцедес                 | Мерцедес МГП В01 | Мерцедес ФО 108X 2.4 В8 | БАХ 6. | АУС 10. | МАЛ НЗ | КИН 10. | ШПА 4. | МОН 12. | ТУР 4. | КАН 11. | ЕУР 15. | ВБР 9.  | НЕМ 9.  | МАЂ 11. | БЕЛ 7.  | ИТА 9.  | СИН 13. | ЈАП 6.  | КОР 4.   | БРА 7.  | АБУ НЗ  |        | 9.   | 72     |
| 2011.  | Мерцедес                 | Мерцедес МГП В02 | Мерцедес ФО 108Y 2.4 В8 | АУС НЗ | МАЛ 9.  | КИН 8. | ТУР 12. | ШПА 6. | МОН НЗ  | КАН 4. | ЕУР 17. | ВБР 9.  | НЕМ 8.  | МАЂ НЗ  | БЕЛ 5.  | ИТА 5.  | СИН НЗ  | ЈАП 6.  | КОР НЗ  | ИНД 5.   | АБУ 7.  | БРА 15. |        | 8.   | 76     |
| 2012.  | Мерцедес                 | Мерцедес Ф1 В03  | Мерцедес ФО 108Z 2.4 В8 | АУС НЗ | МАЛ 10. | КИН НЗ | БАХ 10. | ШПА НЗ | МОН НЗ  | КАН НЗ | ЕУР 3.  | ВБР 7.  | НЕМ 7.  | МАЂ НЗ  | БЕЛ 7.  | ИТА 6.  | СИН НЗ  | ЈАП 11. | КОР 13. | ИНД 22.† | АБУ 11. | САД 16. | БРА 7. | 13.  | 49     |

(Легенда) (НЗ — Није завршио.) (НК — Није кренуо.) (ИЗ — Избачен.) (ПОВ — Повређен.)
* Шумахер је дисквалификован из такмичења 1997. године због опасне вожње током Велике награде Европе, у којој је имао удес са Вилневом који је могао избећи. Да није дошло до судара, био би други у светском првенству.

## Рекорди
До краја сезоне 2007, Михаел Шумахер држи следеће рекорде:
|    | Рекорд                                            | Број                                                 |
| -- | ------------------------------------------------- | ---------------------------------------------------- |
| 1  | Освојени шампионати                               | 7 (1994, 1995, 2000, 2001, 2002, 2003, 2004)         |
| 2  | Узастопно освојени шампионати                     | 5 (2000-2004)                                        |
| 3  | Победе у тркама                                   | 91                                                   |
| 4  | Узастопне победе у тркама                         | 7 (2004, од ВН Европе до ВН Мађарске)                |
| 5  | Победе у једној екипи                             | 72 (Ферари)                                          |
| 6  | Победе на истој ВН                                | 8 (Француска)                                        |
| 7  | Победе на различитим ВН                           | 22                                                   |
| 8  | Најдужи период између прве и задње победе на трци | 14 година, 1 месец и 2 дана                          |
| 9  | Друга места                                       | 43                                                   |
| 10 | Подијуми                                          | 154                                                  |
| 11 | Узастопни подијуми                                | 19 (од ВН Сједињених Држава 2001. до ВН Јапана 2002) |
| 12 | Завршница у бодовима                              | 190                                                  |
| 13 | Кругови у водству                                 | 4741 (22,155 km)                                     |
| 14 | Пол позиције                                      | 68                                                   |
| 15 | Стартови из првог реда                            | 115                                                  |
| 16 | Најбржи кругови                                   | 76                                                   |
| 17 | Победе са пол позиције                            | 40                                                   |
| 18 | Победе са пол позиције уз најбржи круг            | 22                                                   |
| 19 | Бодови у шампионату                               | 1,369                                                |
| 20 | Узстопно завршене трке без одустајања             | 24 (од ВН Мађарске 2001. до ВН Малезије 2003)        |
| 21 | Број бодова у сезони у којој је био други         | 121 (од могућих 180) (2006)                          |
| 22 | Победе у сезони у којој је био други              | 7 (2006)                                             |
| 23 | Победе на Индију (било која класа)                | 5                                                    |
| 24 | Победе на Монци (формула 1)                       | 5                                                    |
| 25 | Победе у сезони                                   | 13 (2004)                                            |
| 26 | Најбржи кругови у сезони                          | 10 (2004)                                            |
| 27 | Бодови у сезони                                   | 148 (2004)                                           |
| 28 | Подијуми у сезони                                 | 17 (100%) (2002)                                     |
| 29 | Трка до краја уз већ освојен наслов               | 6 (2002)                                             |
| 30 | Узастопне године са бар једном победом у години   | 15 (1992-2006)                                       |
| 31 | Узастопан број дана као шампион                   | 1813 (од 8. октобра 2000. до 25. септембра 2005)     |

Напомене за рекорде под редним бројем:
- 4 — Рекорд дели са Албертом Аскаријем. Неки извори Аскарију приписују девет узастопних победа, искључујући Инди 500 1953. године када, због специфичности правила под којима се одржавала та трка, где многи возачи нису возили, Аскари такође није возио.
- 22 — Рекорд дели са Кимијем Раиконеном (2005) и Аленом Простом (1984. и 1988).
- 26 — Рекорд дели са Кимијем Раиконеном (2005).